# Mogege
Mogege ist eine Gemeinde im Norden Portugals.
Mogege gehört zum Kreis Vila Nova de Famalicão im Distrikt Braga, besitzt eine Fläche von 2,9 km² und hat 1874 Einwohner (Stand 19. April 2021).

## Städtepartnerschaften
- Frankreich Saint-Médard-d’Eyrans, seit Juni 2003[3]